# کریر پیجئون (کشتی)
کریر پیجئون (کشتی) (به انگلیسی: Carrier Pigeon (ship)) یک کشتی بود که طول آن ۱۷۵ فوت ۵ اینچ (۵۳٫۴۷ متر) بود. این کشتی در سال ۱۸۵۲ ساخته شد.